# Cyprinodon alvarezi
Espèce
Statut de conservation UICN

 EW  : Éteint à l'état sauvage
Cyprinodon alvarezi est une espèce de poissons de la famille des Cyprinodontidae. Elle est éteinte à l'état sauvage et était endémique du Mexique.